# Craig Nicholls
Craig Robert Nicholls (* 31. srpna 1977 Sydney, Austrálie) je zpěvák, kytarista a skladatel australské alternativní rockové kapely The Vines, jenž je jejím jediným původním členem. V roce 2004 u něj byla rozpoznána porucha autistického spektra, tzv. Aspergerův syndrom.